# Chủ nghĩa Ba'ath
Chủ nghĩa Ba'ath (Ba'athism, hoặc Baathism) là một hệ tư tưởng dân tộc chủ nghĩa Ả Rập ủng hộ việc thành lập một nhà nước Ả Rập thống nhất thông qua sự cai trị của một đảng tiên phong Ba'athist hoạt động theo khuôn khổ xã hội chủ nghĩa cách mạng. Hệ tư tưởng này chính thức dựa trên các lý thuyết của các trí thức Syria Michel Aflaq (theo Đảng Ba'ath lãnh đạo Iraq), Zaki al-Arsuzi (theo Đảng Ba'ath lãnh đạo Syria), và Salah al-Din al-Bitar. Các nhà lãnh đạo Ba'athist của thời hiện đại bao gồm cựu tổng thống Iraq Saddam Hussein, và cựu tổng thống Syria Hafez al-Assad và con trai ông là Bashar al-Assad.
Hệ tư tưởng Ba'athist ủng hộ "sự khai sáng của người Ả Rập" cũng như sự phục hưng của nền văn hóa, giá trị và xã hội của họ. Nó cũng ủng hộ việc thành lập các quốc gia độc đảng và bác bỏ chủ nghĩa đa nguyên chính trị trong một khoảng thời gian không xác định—về mặt lý thuyết, đảng Ba'ath sử dụng một khoảng thời gian không xác định để phát triển một xã hội Ả Rập "khai sáng". Chủ nghĩa Ba'ath được thành lập trên các nguyên tắc của chủ nghĩa dân tộc Ả Rập, chủ nghĩa toàn Ả Rập và chủ nghĩa xã hội Ả Rập, như được minh họa bằng khẩu hiệu "Thống nhất, Tự do, Chủ nghĩa xã hội".
Chủ nghĩa Ba'ath ủng hộ các chính sách kinh tế xã hội chủ nghĩa như sở hữu nhà nước đối với tài nguyên thiên nhiên, chủ nghĩa bảo hộ, phân phối đất đai cho nông dân và nền kinh tế kế hoạch. Mặc dù lấy cảm hứng từ các nhà tư tưởng xã hội chủ nghĩa phương Tây, các nhà lý thuyết Ba'athist đầu tiên đã bác bỏ khái niệm đấu tranh giai cấp của chủ nghĩa Marx, lập luận rằng nó cản trở sự thống nhất của người Ả Rập. Những người theo chủ nghĩa Ba'ath cho rằng chủ nghĩa xã hội là cách duy nhất để phát triển xã hội Ả Rập hiện đại và thống nhất nó.
Hai nhà nước Ba'athist tồn tại - Iraq và Syria - đã cố gắng ngăn chặn sự chỉ trích hệ tư tưởng của họ thông qua các biện pháp quản lý độc đoán. Hệ tư tưởng nhà nước của Ba'athist Syria là chủ nghĩa Tân Ba'ath, một hình thức hệ tư tưởng Ba'ath cực tả do giới lãnh đạo Assadist của đảng Ba'ath Syria phát triển, khá khác biệt so với chủ nghĩa Ba'ath mà Aflaq và Bitar đã viết về. Trong khi đó, Đảng Ba'ath Iraq bị chủ nghĩa Saddam thống trị, có khuynh hướng chính trị cánh hữu hơn, lên đến đỉnh điểm là cuộc xung đột giữa những người theo Ba'ath giữa hai nhà nước Ba'athist. Cả hai chế độ Ba'athist đều bị lật đổ khỏi quyền lực sau cuộc xâm lược Iraq do Mỹ lãnh đạo năm 2003 và cuộc tấn công mới của phiến quân ở Syria năm 2024 trong bối cảnh cuộc nội chiến Syria.

## Lịch sử

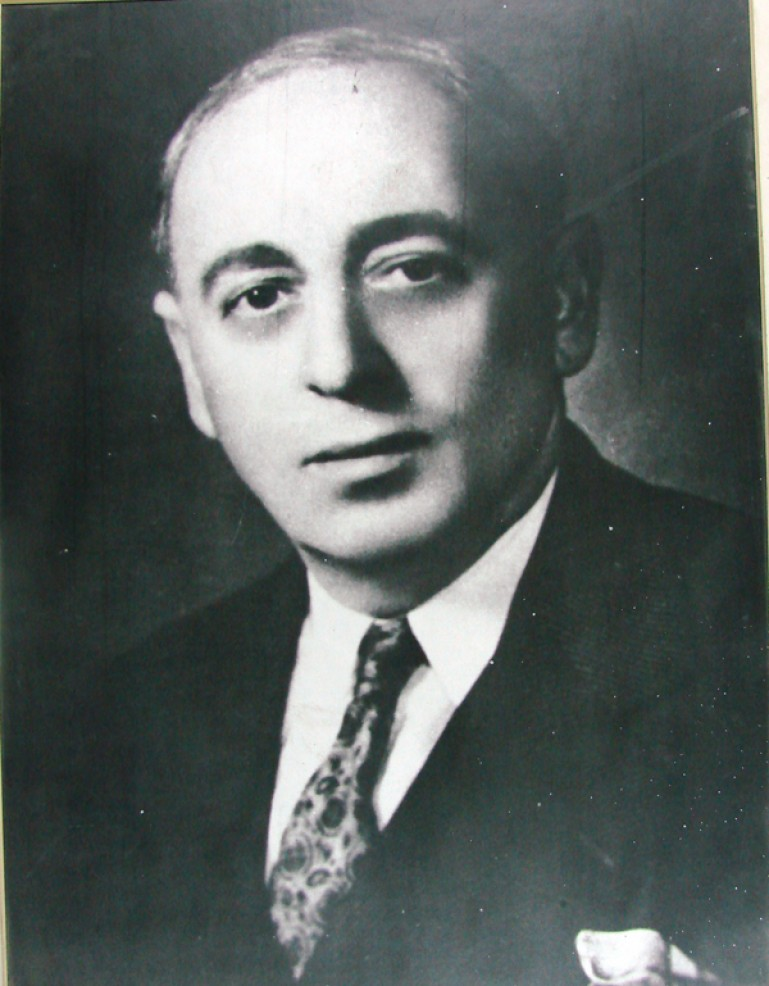
Zaki Arsuzi, chính trị gia có ảnh hưởng đến tư tưởng của đảng Ba'ath và sau khi đảng Ba'ath tan rã, ông đã trở thành nhà tư tưởng chính của đảng Ba'ath Syria

Chủ nghĩa Ba'ath bắt nguồn từ tư tưởng chính trị của các triết gia Syria Michel Aflaq, Salah al-Din al-Bitar, và Zaki Arsuzi. Họ được coi là những người sáng lập ra hệ tư tưởng này, mặc dù thành lập các tổ chức khác nhau. Vào những năm 1940, Bitar và Aflaq đồng sáng lập Đảng Ba'ath, trong khi Arsuzi thành lập Đảng Dân tộc Ả Rập và sau đó là Đảng Ba'ath Ả Rập. Lần gần nhất họ trở thành thành viên của cùng một tổ chức là vào năm 1939, khi cùng với Michel Quzman, Shakir al-As và Ilyas Qandalaft, họ đã cố gắng thành lập một đảng trong thời gian ngắn. Đảng này có thể đã thất bại do hiềm khích cá nhân giữa Arsuzi và Aflaq.
Arsuzi thành lập đảng Ba'ath Ả Rập vào năm 1940 và quan điểm của ông đã ảnh hưởng đến Aflaq, người cùng với Bitar trẻ hơn đã thành lập Phong trào Ihya Ả Rập vào năm 1940, sau đó đổi tên thành Phong trào Ba'ath Ả Rập vào năm 1943. Mặc dù Aflaq chịu ảnh hưởng của ông, nhưng Arsuzi ban đầu không hợp tác với phong trào của Aflaq. Arsuzi nghi ngờ rằng sự tồn tại của Phong trào Ihya Ả Rập, đôi khi tự gọi mình là "Ba'ath Ả Rập" trong năm 1941, là một phần của âm mưu đế quốc nhằm ngăn chặn ảnh hưởng của ông đối với người Ả Rập bằng cách tạo ra một phong trào cùng tên.
Arsuzi là một người Ả Rập đến từ Alexandretta, người đã gắn bó với chính trị dân tộc chủ nghĩa Ả Rập trong thời kỳ giữa hai cuộc chiến tranh. Ông được truyền cảm hứng từ Cách mạng Pháp, các phong trào thống nhất Đức và Ý, và "phép màu" kinh tế của Nhật Bản. Quan điểm của ông chịu ảnh hưởng của một số nhân vật chính trị và triết học nổi tiếng của châu Âu, trong số đó có Georg Hegel, Karl Marx, Friedrich Nietzsche và Oswald Spengler.
Arsuzi rời Liên đoàn Hành động Dân tộc (LNA) vào năm 1939 sau khi nhà lãnh đạo nổi tiếng của đảng này qua đời và đảng này rơi vào tình trạng hỗn loạn, thành lập Đảng Dân tộc Ả Rập tồn tại trong thời gian ngắn. Đảng này giải thể vào cuối năm đó. Vào ngày 29 tháng 11 năm 1940, Arsuzi thành lập Đảng Ba'ath Ả Rập. Một cuộc xung đột và bước ngoặt quan trọng trong sự phát triển của chủ nghĩa Ba'ath đã xảy ra khi các phong trào của Arsuzi và Aflaq đấu khẩu về cuộc đảo chính Iraq năm 1941 của Rashid Ali Al-Gaylani và Chiến tranh Anh-Iraq sau đó. Phong trào của Aflaq ủng hộ chính phủ của Gaylani và cuộc chiến của chính phủ Iraq chống lại người Anh và tổ chức các tình nguyện viên đến Iraq và chiến đấu cho chính phủ Iraq. Tuy nhiên, Arsuzi phản đối chính phủ của Gaylani, coi cuộc đảo chính là một cuộc đảo chính được lên kế hoạch kém và là một thất bại. Vì lý do này, đảng của Arsuzi đã mất đi các thành viên và sự ủng hộ chuyển sang phong trào của Aflaq. Ảnh hưởng trực tiếp của Arsuzi trong nền chính trị Ả Rập đã sụp đổ sau khi chính quyền Vichy Pháp trục xuất ông khỏi Syria vào năm 1941.
Hành động chính trị lớn tiếp theo của Phong trào Ba'ath Ả Rập của Aflaq là ủng hộ cuộc chiến giành độc lập của Lebanon khỏi Pháp vào năm 1943. Tuy nhiên, phong trào này vẫn chưa được củng cố trong nhiều năm cho đến khi tổ chức đại hội đảng đầu tiên vào năm 1947 và chính thức sáp nhập với Đảng Ba'ath Ả Rập của Arsuzi. Mặc dù các giá trị xã hội chủ nghĩa đã tồn tại trong hai phong trào Ba'ath ngay từ khi thành lập, nhưng chúng không được nhấn mạnh cho đến khi đảng này sáp nhập với Phong trào Xã hội chủ nghĩa Ả Rập của Akram Al-Hawrani vào năm 1953.
Tận dụng sự hỗn loạn trong những năm 1950 và 1960, Ủy ban Quân sự của đảng Ba'ath Syria, do giới lãnh đạo dân sự lãnh đạo, đã tiến hành một cuộc đảo chính vào năm 1963 để thành lập một nhà nước độc đảng ở Syria. Năm 1966, cánh quân sự của đảng Ba'ath Syria đã khởi xướng một cuộc đảo chính khác lật đổ Cựu vệ binh do Aflaq và Bitar lãnh đạo, dẫn đến sự chia rẽ trong phong trào Ba'athist: một do Syria thống trị và một do Iraq thống trị. Học giả Ofra Bengio tuyên bố rằng hậu quả của sự chia rẽ này là Arsuzi đã thay thế Aflaq trở thành cha đẻ chính thức của tư tưởng Ba'athist trong phong trào Ba'ath Syria, trong khi trong phong trào Ba'ath Iraq, Aflaq vẫn được coi là cha đẻ hợp pháp của tư tưởng Ba'athist. Cánh Ba'ath Iraq đã cấp quyền tị nạn cho Aflaq sau khi nắm quyền thông qua cuộc đảo chính năm 1968.
Gia đình Al-Assad và Saddam Hussein nổi lên thống trị trong các đảng Ba'ath Syria và Iraq, cuối cùng xây dựng chế độ độc tài cá nhân ở cả hai quốc gia. Sự thù địch giữa hai phong trào Ba'ath kéo dài cho đến khi Hafez al-Assad qua đời vào năm 2000, sau đó người kế nhiệm ông là Bashar al-Assad theo đuổi sự hòa giải với Iraq.
Trong suốt thời kỳ cai trị của mình, hai chế độ độc tài Ba'athist đã xây dựng các nhà nước cảnh sát thực thi giám sát hàng loạt và nhồi sọ ý thức hệ, đồng thời đặt mọi tổ chức sinh viên, công đoàn và các tổ chức xã hội dân sự khác dưới sự quản lý của đảng và nhà nước. Cả hai chế độ đều theo đuổi chủ nghĩa Ả Rập hóa các nhóm dân tộc thiểu số và hợp pháp hóa chế độ độc tài của mình bằng cách gieo rắc những tình cảm chống chủ nghĩa phục quốc Do Thái, chống phương Tây vào người dân.
Tại Iraq, Saddam Hussein đã bị lật đổ vào năm 2003 trong cuộc xâm lược của Hoa Kỳ, và đảng Ba'ath Iraq sau đó đã bị cấm theo chính sách phi Ba'ath hóa mới. Tại Syria, một cuộc nội chiến đẫm máu đã nổ ra sau cuộc cách mạng Syria năm 2011. Cuộc nội chiến lên đến đỉnh điểm khi chế độ Assad sụp đổ vào ngày 8 tháng 12 năm 2024, báo hiệu sự kết thúc của chế độ Ba'athist tại Syria. Sự sụp đổ của Assad cũng báo hiệu sự sụp đổ có thể xảy ra của sự hiện diện của Đảng Ba'ath Syria tại Lebanon, nơi mà đảng này từng nắm giữ quyền lực đáng kể trong thời gian Syria chiếm đóng Lebanon, nhưng hiện đang chịu ảnh hưởng từ Hezbollah. Sự sụp đổ của các chế độ Ba'athist ở Syria và Iraq cũng đánh dấu sự kết thúc của ảnh hưởng về mặt tư tưởng của đảng này.

## Định nghĩa
Michel Aflaq ngày nay được coi là người sáng lập ra phong trào Ba'athist, hoặc ít nhất là người đóng góp đáng chú ý nhất của phong trào này. Những nhà tư tưởng đáng chú ý khác bao gồm Zaki Arsuzi, người có ảnh hưởng đến Aflaq, và Salah al-Din al-Bitar, người làm việc trực tiếp với Aflaq. Từ khi thành lập Phong trào Ba'ath Ả Rập cho đến giữa những năm 1950 ở Syria và đầu những năm 1960 ở Iraq, hệ tư tưởng của Đảng Ba'ath phần lớn đồng nghĩa với hệ tư tưởng của Aflaq. Trong hơn 2 thập kỷ, tuyển tập tiểu luận năm 1940 của Michel Aflaq có tựa đề "Fi Sabil al-Ba'ath" (dịch: "Con đường đến thời kỳ Phục hưng") là cuốn sách tư tưởng chính của đảng Ba'ath. Ngoài ra, quan điểm của Aflaq về chủ nghĩa dân tộc Ả Rập được một số người, chẳng hạn như nhà sử học Paul Salem của Viện Trung Đông, coi là lãng mạn và thơ mộng.
Hệ tư tưởng của Aflaq được phát triển trong bối cảnh phi thực dân hóa và các sự kiện khác ở thế giới Ả Rập trong suốt cuộc đời ông. Nó đúc lại tư tưởng dân tộc chủ nghĩa Ả Rập bảo thủ để phản ánh các chủ đề cách mạng và tiến bộ mạnh mẽ. Ví dụ, Aflaq nhấn mạnh vào việc lật đổ các giai cấp thống trị cũ và ủng hộ việc tạo ra một xã hội thế tục bằng cách tách Hồi giáo khỏi nhà nước. Không phải tất cả những ý tưởng này đều là của ông, nhưng chính Aflaq đã thành công trong việc biến những niềm tin này thành một phong trào xuyên quốc gia.
Nền tảng cốt lõi của chủ nghĩa Ba'ath là chủ nghĩa xã hội Ả Rập, chủ nghĩa xã hội có đặc điểm Ả Rập tách biệt với phong trào xã hội chủ nghĩa quốc tế và hệ tư tưởng toàn Ả Rập. Chủ nghĩa Ba'ath do Aflaq và Bitar phát triển là một hệ tư tưởng cánh tả độc đáo, lấy Ả Rập làm trung tâm. Nó tuyên bố đại diện cho "tinh thần Ả Rập chống lại chủ nghĩa cộng sản duy vật" và "lịch sử Ả Rập chống lại phản động chết". Nó có sự tương đồng về mặt ý thức hệ và triển vọng thuận lợi với Phong trào Không liên kết của nhà lãnh đạo Ấn Độ Jawaharlal Nehru, nhà lãnh đạo Ai Cập Gamal Abdel Nasser và nhà lãnh đạo Nam Tư Josip Broz Tito và về mặt lịch sử phản đối việc liên kết với Khối phương Tây do Mỹ lãnh đạo hoặc Khối phía Đông do Liên Xô lãnh đạo trong Chiến tranh Lạnh.